# Erythrocarpon microstomum
Erythrocarpon microstomum är en svampart som beskrevs av Zukal 1885. Erythrocarpon microstomum ingår i släktet Erythrocarpon och familjen Chaetomiaceae.   Inga underarter finns listade i Catalogue of Life.